# Richard Johnson (actor)
Richard Keith Johnson (n. 30 iulie 1927, Greater London, Anglia, Regatul Unit – d. 5 iunie 2015, Greater London, Anglia, Regatul Unit), cunoscut ca Richard Johnson a fost un actor, scriitor și producător de film englez. Descris de Michael Coveney ca fiind „un actor foarte «liniștit» – autoritar, calm și convingător”, a fost un actor de bază în filmele și televiziunea britanică din anii 1960 până în anii 2010, interpretând adesea personaje urbane sofisticate și autoritare.  A avut o carieră teatrală distinsă, în special ca membru al Royal Shakespeare Company, și a fost odată considerat ca fiind „cel mai bun actor romantic al generației sale”.
În 1968 a interpretat rolul principal (ofițerul roman Tiberius, dublat în limba română de Mircea Albulescu), alături de Antonella Lualdi, în filmul Columna, regizat de Mircea Drăgan după un scenariu de Titus Popovici. Columna este al doilea „peplum” românesc dedicat războaielor daco-romane, o relativă continuare (rolurile lui Decebal și Deceneu sunt reluate de aceiași actori) a acțiunii din peplumul Dacii (1967), regizat de Sergiu Nicolaescu, de asemenea cu un scenariu scris de Titus Popovici.